# Amaru (gmina)
Amaru – gmina w Rumunii, w okręgu Buzău. Obejmuje miejscowości Amaru, Câmpeni, Dulbanu, Lacu Sinaia, Lunca i Scorțeanca. W 2011 roku liczyła 2640 mieszkańców.